# Różana (gmina)
Różana – dawna gmina wiejska istniejąca do 1939 roku w woj. poleskim (obecnie na Białorusi). Siedzibą gminy była Różana, która stanowiła odrębną gminę miejską (3622 mieszk. w 1921 roku).
Początkowo gmina należała do powiatu słonimskiego. 12 grudnia 1920 r. została przyłączona do nowo utworzonego powiatu kosowskiego pod Zarządem Terenów Przyfrontowych i Etapowych. 19 lutego 1921 r. wraz z całym powiatem weszła w skład nowo utworzonego województwa poleskiego. Była to najdalej na północ wysunięta gmina woj. poleskiego. 1 kwietnia 1935 roku, po zniesieniu powiatu kosowskiego gmina (łącznie z Różaną) weszła w skład nowego powiatu iwacewickiego w tymże województwie.
Po wojnie obszar gminy Różana wszedł w struktury administracyjne Związku Radzieckiego.
Zobacz też: gmina Różan, gmina Siennica Różana